# Altmerdingsen
Altmerdingsen ist eine Ortschaft der Gemeinde Uetze in der niedersächsischen Region Hannover.

## Geografie

### Lage
Das Dorf Altmerdingsen liegt etwa 33 km östlich von Hannover an der Bundesstraße 188 zwischen Burgdorf und Uetze.

### Ortsgliederung
Zur Ortschaft gehören folgende Ortsteile:
1. Altmerdingsen
2. Flütjenburg
3. Klein Uetze
4. Krätze
5. Krausenburg

## Geschichte
Altmerdingsen entstand entlang der alten Straße zwischen Burgdorf und Uetze. 1742 wurde das Backhaus gebaut, das Schulgebäude im Jahr 1877. Am 19. August 1848 ereignete sich bei Donges in Altmerdingsen ein Wohnhausbrand mit unbekannter Ursache.
Auf dem Vollhof Rohde in Crätze wurde 1891 eine „Posthülfsstelle“ eingerichtet.
Der Vollhöfner Schwenke baut 1904 eine Ziegelei in Altmerdingsen. Die Gründung des Sportvereins erfolgte im Jahr 1920. Im Jahr 1927 erfolgte der Bau eines Glockenturms als Anbau an die Schule und die Glockenweihe. Die bis dahin selbständigen Gemeinden Altmerdingsen und Crätze wurden im Jahr 1928 zur Gemeinde Altmerdingsen vereinigt. Der Name der Ortschaft Crätze wurde gleichzeitig in „Krätze“ geändert.
Das im Wappen enthaltene Megalithgrab wurde im Jahr 1930 durch einen Bauern beim Pflügen des Ackers entdeckt. Die Friedhofskapelle wurde im Jahr 1964 geweiht. Im Jahr 1969 wurde die Schule geschlossen. Im Rahmen der Gebietsreform in Niedersachsen wurde Altmerdingsen am 1. März 1974 der Gemeinde Uetze zugeschlagen. Davor hatte der Ort zur Samtgemeinde Hänigsen gehört.
Einwohnerentwicklung
- 1961: 609 Einwohner[3]
- 1970: 502 Einwohner[3]
- 2006: 610 Einwohner
- 2012: 623 Einwohner
- 2013: 609 Einwohner[4]
- 2016: 600 Einwohner[1]
- 2017: 591 Einwohner[1]
- 2021: 578 Einwohner[5]

## Politik

### Ortsrat
Der Ortsrat von Altmerdingsen setzt sich aus zwei Ratsfrauen und drei Ratsherren folgender Parteien zusammen:
- CDU: 1 Sitz
- Wählergemeinschaft Altmerdingsen (FWGA): 3 Sitze
- Parteilos: 1 Sitz

(Stand: Kommunalwahl 11. September 2016)

### Ortsbürgermeister
Der Ortsbürgermeister ist Reinhard Degotschin (CDU).

### Wappen
Der Entwurf des Kommunalwappens von Altmerdingsen stammt von dem Heraldiker und Grafiker Alfred Brecht, der zahlreiche Wappen in der Region Hannover erschaffen hat. Die Genehmigung des Wappens wurde am 16. Juli 1971 durch den Regierungspräsidenten in Lüneburg erteilt.
| Wappen von Altmerdingsen | Blasonierung: „In Blau auf silbernem Boden ein silbernes Steinzeitgrab aus zwei Lagesteinen und einer Platte, darin eine blaue Wolfsangel; darüber ein springender, silberner Hirsch (Zwölfender).“ |
| Wappen von Altmerdingsen | Wappenbegründung: Zum Zeichen dessen, dass die Gemeinde aus zwei Ortsteilen besteht, ist ein Steinzeitgrab in das Wappen aufgenommen worden, das mit seinen zwei Lagesteinen die beiden Ortsteile symbolisiert und im Übrigen durch die gemeinsame Deckplatte darauf hinweisen soll, dass trotz der räumlichen Trennung ein Gemeinwesen aus diesen Ortsteilen entstanden ist. Das Grab selbst stellt die Verbindung zur Gründung dieser Siedlung her, da, wie Urnenfunde beweisen, hier eine frühzeitige Kultivierung und Ansiedlung stattgefunden haben muss. Die Wolfsangel weist auf die Zugehörigkeit zum Landkreis Burgdorf hin, der diese selbst im Wappen führt. Der springende Hirsch will ebenfalls die Verbindung der Vergangenheit zur Gegenwart herstellen, da die Jagd sowohl in den Urzeiten der Dorfgründung – wie auch heute – eine große Bedeutung gehabt und behalten hat. |

## Baudenkmale
→ Siehe: Liste der Baudenkmale in Altmerdingsen

## Öffentliche Einrichtungen
Die Freiwillige Feuerwehr Altmerdingsen sorgt für den abwehrenden Brandschutz und die allgemeine Hilfe insbesondere auf Ortsebene.